# Philippe Vernet
Philippe Vernet (Le Raincy, 13 de maig de 1961) va ser un ciclista francès especialista en pista. Va guanyar dues medalles, una d'elles d'or, als Campionats del món en tàndem. Va quedar quart als Jocs Olímpics de Los Angeles de 1984 en la prova de Velocitat.

## Palmarès
- 1982
  -  Campió de França en Quilòmetre
- 1983
  -  Campió del món en Tàndem (amb Franck Dépine)
- 1984
  -  Campió de França en Velocitat
- 1985
  - Campió d'Europa de Velocitat